# Liste der Monuments historiques in Floirac (Charente-Maritime)
Die Liste der Monuments historiques in Floirac (Charente-Maritime) führt die Monuments historiques in der französischen Gemeinde Floirac auf.

## Liste der Bauwerke
| Bezeichnung       | Beschreibung                  | Standort | Kennzeichnung | Schutzstatus | Datum | Bild           |
| ----------------- | ----------------------------- | -------- | ------------- | ------------ | ----- | -------------- |
| Kirche St-Étienne | Erbaut ab dem 12. Jahrhundert | (Lage)   | PA17000073    | Inscrit      | 2006  | weitere Bilder |

## Liste der Objekte
| Bezeichnung      | Beschreibung                                           | Standort                        | Kennzeichnung | Schutzstatus | Datum | Bild |
| ---------------- | ------------------------------------------------------ | ------------------------------- | ------------- | ------------ | ----- | ---- |
| Prozessionskreuz | Bronze, versilbert, zweite Hälfte des 18. Jahrhunderts | in der Kirche St-Étienne (Lage) | PM17001770    | Inscrit      | 1984  |      |